# 凯萨克莱维涅
凯萨克莱维涅（法語：Queyssac-les-Vignes，法語發音：[kɛsak le viɲ]）是法国科雷兹省的一个市镇，位于该省南部，和洛特省接壤，属于布里夫拉盖亚尔德区。

## 地理
凯萨克莱维涅（44°57'58"N, 1°46'3"E）面积11.13 平方千米，位于法国新阿基坦大区科雷兹省，该省份为法国中南部省份，北起上维埃纳省和克勒兹省，西接多爾多涅省，南至洛特省，东临多姆山省和康塔爾省。
与凯萨克莱维涅接壤的市镇（或旧市镇、城区）包括：比亚克、锡奥尼亚克、韦热讷、贝塔耶。

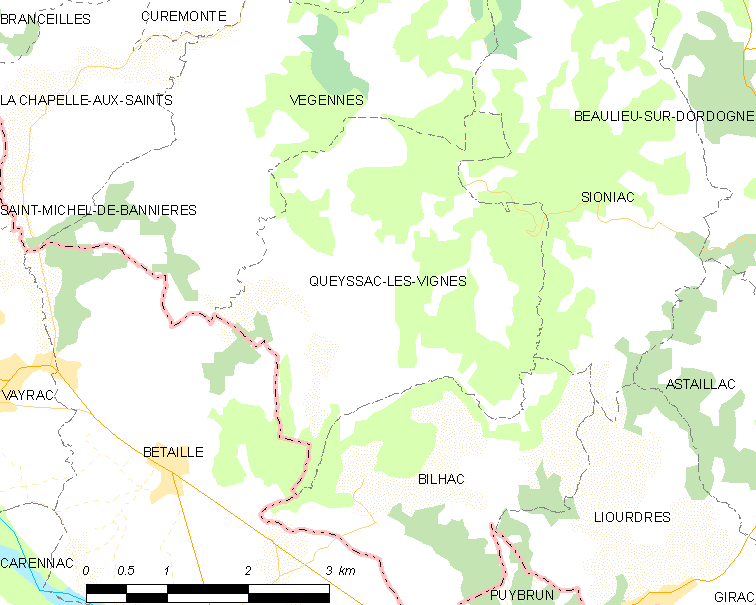
凯萨克莱维涅的OSM定位图

凯萨克莱维涅的时区为UTC+01:00、UTC+02:00（夏令时）。

## 行政
凯萨克莱维涅的邮政编码为19120，INSEE市镇编码为19170。

## 政治
凯萨克莱维涅所属的省级选区为科雷兹南部县。

## 人口

1962-2008年间凯萨克莱维涅人口变化图示

凯萨克莱维涅于2022年1月1日时的人口数量为235人。